# Slatina nad Zdobnicí
Slatina nad Zdobnicí är en ort i Tjeckien. Den ligger i den östra delen av landet, 140 km öster om huvudstaden Prag. Slatina nad Zdobnicí ligger 401 meter över havet och antalet invånare är 816.
Terrängen runt Slatina nad Zdobnicí är varierad. Runt Slatina nad Zdobnicí är det ganska tätbefolkat, med 129 invånare per kvadratkilometer. Närmaste större samhälle är Ústí nad Orlicí, 18,0 km söder om Slatina nad Zdobnicí. Omgivningarna runt Slatina nad Zdobnicí är en mosaik av jordbruksmark och naturlig växtlighet.